# Vaprio d'Agogna
Vaprio d'Agogna (Vaver o Vavru in piemontese e in lombardo) è un comune italiano di 957 abitanti della provincia di Novara in Piemonte.

## Geografia
Vaprio è situato nella zona medio-collinare della provincia di Novara, nelle cosiddette "Terre di Mezzo". La zona è caratterizzata da formazioni di origine morenica che partendo dalle prealpi del Verbano scendono in direzione sud, terminando nella prima metà della provincia novarese. Il territorio del paese è caratterizzato da alcuni corsi torrentizi come l'Agogna ed il Terdoppio, a cui vanno ad intersecarsi una serie di corsi d'acqua minori, principalmente canali di creazione antropica, adibiti all'irrigazione dei campi. Il paese sorge in un'area semi-pianeggiante posta ad ovest, che lascia poi il posto ad un'ampia zona collinare; quest'ultima, meno sfruttata per l'agricoltura(principalmente mais, granaglie e vitigni) presenta numerose aree boschive incolte.

## Storia
Nella zona dell'odierno comune di Vaprio si stabilirono probabilmente già in epoca preromana dei primi, semplici insediamenti autoctoni. La prima importante espansione si ebbe però nel periodo tra il IV ed il II secolo a.C. quando nell'area del novarese giunsero numerose tribù d'origine celtica appartenenti al popolo dei Vertamocori. Furono proprio costoro, che si sovrapposero agli abitanti locali, a dare origine al primo vero insediamento di Vaprio. Il nome stesso del paese deriverebbe da un termine gallico, Wabero, che avrebbe riassunto il significato di "stretta valle con un rio infossato". Difatti, come dimostrano anche alcuni reperti, l'insediamento primigenio si trovava leggermente più ad est dell'attuale Vaprio (località Vavrina), in un'area collinare incentrata attorno al fiume Terdoppio, uno dei principali corsi d'acqua passanti per il novarese.
In seguito, però, con la colonizzazione romana che lentamente aveva decentrato l'insediamento e per via di costanti alluvioni del Terdoppio stesso, la popolazione dell'antica Vaprio si trasferì nell'area pianeggiante e più fertile dove tutt'oggi si trova il paese. L'influenza romana è stata dimostrata grazie al reperimento, durante la costruzione del locale castello nel XII-XIV secolo, di un'ara votiva romana dedicata a Giove Ottimo Massimo; essa si conservò infatti intatta nelle mura dell'antica chiesetta che sorgeva la dove fu eretto il castello. La pietra silicea venne poi donata nel 1820 alla cattedrale di Novara.
Essendo un piccolo insediamento abbastanza decentrato, Vaprio non conobbe mai una grande espansione, venendo posto quindi nella sua storia sotto vari feudi. Fu assegnato in epoca medioevale al Comitato di Pombia; passò poi nel 1152 sotto ai Conti di Biandrate, e da quel periodo seguì le sorti di un comune limitrofo di maggiori dimensioni, Momo.
Nel 1402 il duca di Milano Gian Galeazzo Visconti consegnò il feudo al novarese nobile Barbavara che poi lo vendette a tale Cristoforo di Casate. Poi, nel 1534, Vaprio fu ceduto per 16.800 lire al signore di Fontaneto d'Agonia, Galeazzo Visconti, rimanendo sotto tale famiglia fino agli inizi dell'Ottocento.
In epoca barocca Vaprio conobbe un leggero ampliamento, tanto che nel comune si stabilì una piccola confraternita religiosa che fondò un modesto monastero; oggigiorno però di esso non rimane nulla. Nel periodo del seicento, il paese divenne un possedimento minore della famiglia Caccia, sotto a cui avvennero alcune importanti modifiche nel castello locale. Essi furono inoltre i primi committenti della costruzione della nuova chiesa di Vaprio, che sostituì la precedente, più piccola e antica, che era situata entro le mura del castello.
Nei primi dell'Ottocento, numerosi terreni agricoli di Vaprio vennero acquistati da due nuove famiglie benestanti, i Bono e gli Acerbi. Grazie anche ad essi venne ampliato il sistema di irrigazione dei territori circostanti, con la creazioni di nuovi canali e cavi per poter sfruttare al meglio le acque naturali della zona. Le due famiglie, che oggi non esistono più, sono commemorate nel cimitero di Vaprio da due imponenti tombe: quella degli Acerbi,un alto sepolcro chiuso sui lati da massicce inferriate, possiede un soffitto finemente affrescato; il monumento funerario riporta inoltre le rappresentazioni dei principali componenti, tra cui spicca Baldassare Acerbi, il più importante membro, e sopra di esse si trova il nome stesso della famiglia, Acerbi-Bertone (questi ultimi erano un'altra famiglia congiuntasi agli Acerbi). La famiglia Bono è invece ricordata da una tomba a gradoni in cui è sepolto Gaudenzio Bono, un garibaldino caduto nel 1867, nella battaglia di Mentana.
Nella metà dell'Ottocento il paese conobbe una notevole crescita demografica: gli abitanti erano soprattutto impiegati nell'agricoltura, ma vi erano anche numerosi artigiani. Fino al 1863, il nome della località era semplicemente Vaprio, ma tramite un regio decreto emanato dal re Vittorio Emanuele II venne mutato in Vaprio d'Agogna, per poterlo distinguere dal comune lombardo di Vaprio d'Adda.
Oggi, la popolazione di Vaprio è diminuita, e solo una minima parte di essa si dedica ancora all'agricoltura, mentre si è sviluppato il settore secondario, con l'apertura di aziende specialmente nell'area ad ovest del paese, vicino alla strada provinciale che collega Novara con il Lago d'Orta.

## Monumenti e luoghi d'interesse
Il castello di Vaprio: L'edificazione del castello (sarebbe più idoneo definirlo casa-forte, per la sua struttura) risale al 1220 circa, commissionato da feudatari di Momo che esercitavano il loro potere anche su Vaprio: esso fu però distrutto nel 1358 durante una contesa fra il marchese del Monferrato e Galeazzo Visconti.
Il castello venne ricostruito alla fine del XIV secolo, passando dapprima alla famiglia Barbavara, poi ai Casati e in seguito alla famiglia Caccia, che ne fece eseguire degli importanti riabbellimenti; esso fu però confiscato insieme a tutti gli altri possedimenti quando l'ultimo erede, Giovanni Battista Caccia (detto il Caccetta, Cacìta per i vapriesi), fu condannato e giustiziato per azioni criminose.
Nel 1688 il castello andò dunque a Galeazzo Visconti e la sua casata lo tenne per tutto il Settecento. La struttura divenne poi proprietà della famiglia Tagliabue, che la conservò così come è ancora visibile oggi.
Il castello è un edificio di tre piani, non imponente e a pianta rettangolare, abbellito da un'elegante facciata.
La chiesa della Santissima Annunziata e San Lorenzo: Secondo le fonti storiche, durante la visita pastorale avvenuta nel 1595 il vescovo di Novara Bascapé reputò che la parrocchia di Santa Maria, situata all'interno del castello della famiglia Caccia, fosse in pessime condizioni. Egli dunque, tramite un accordo con il conte Giovanni Battista Caccia(feudatario del paese) diede ordine che la vecchia chiesa venisse demolita, per poter avviare l'edificazione di un nuovo edificio all'esterno della cinta muraria del castello.
Iniziò dunque nel 1601 la costruzione della chiesa dedicata all'Annunziata, che venne consacrata finalmente nel 1698.
Lungo 36 metri e largo 16, l'edificio ha ricevuto numerose modifiche nel tempo, e nonostante la sobrietà della facciata, all'interno essa è divenuta una delle chiese parrocchiali più eleganti e decorate della provincia di Novara: per esempio, dietro all'altare è possibile ammirare un pregevole coro di noce massiccio del 1707, che occupa per intero l'abside; inoltre in prossimità dell'ingresso principale sono posti dei confessionali finemente scolpiti risalenti al 1715; la chiesa è dotata di un organo ottocentesco, tuttora funzionante, opera del novarese Alessandro Mentasti; pregevoli sono gli affreschi, come anche la balconata e l'elegante altare realizzato nel 1775 dallo scultore Martino Argenti. Particolarità della chiesa è la cappelletta della Madonna di Lourdes, ove è ricostruito il luogo dell'apparizione della vergine, nonché il ricco battistero e le tele finemente dipinte poste nelle cappelle laterali.
La chiesa venne in seguito dedicata anche al santo martire Lorenzo, il cui culto è ancora molto sentito nel paese.
Sulla Chiesa di Vaprio si racconta ancora oggi un aneddoto, la cui veridicità è oggetto di mistero: mentre essa era in costruzione, gli operai che si reputavano sottopagati andavano a lamentarsi dal feudatario, il famigerato Giovann Battista Caccia, il quale ascoltate le loro proteste suoleva dire "se desideri più soldi, vai pure a prenderli, sono lassù" indicando poi un punto irraggiungibile sul tetto dell'edificio. I manovali, comprendendo che tramite tale frase il signorotto minacciava di far fare loro una brutta fine, desistevano allora dal chiedere l'aumento di salario.
La Chiesa di San Rocco: situata in un'area periferica del comune, essa domina su una piana situata ad Ovest rispetto al centro abitato principale. Questa chiesa minore risalirebbe al 1740, mentre il sobrio ma interessante pronao venne realizzato nel 1756.
Pare che nel 1832 nel paese scoppiò una importante epidemia di colera; per l'occasione, questa chiesa fu adibita a lazzaretto. Secondo alcune fonti, ancora oggi sarebbero custoditi nella sagrestia alcuni lettini in ferro risalenti all'epoca, dove venivano riposti i malati.

## Società

### Evoluzione demografica
Abitanti censiti

## Amministrazione
Di seguito è presentata una tabella relativa alle amministrazioni che si sono succedute in questo comune.
| Periodo           | Periodo         | Primo cittadino  | Partito                      | Carica  | Note  |
| ----------------- | --------------- | ---------------- | ---------------------------- | ------- | ----- |
| 9 giugno 1985     | 6 luglio 1990   | Arnaldo Agazzone | Democrazia Cristiana         | Sindaco | [ 6 ] |
| 6 luglio 1990     | 18 gennaio 1991 | Arnaldo Agazzone | Democrazia Cristiana         | Sindaco | [ 6 ] |
| 18 gennaio 1991   | 24 aprile 1995  | Giovanni Righini | Democrazia Cristiana         | Sindaco | [ 6 ] |
| 24 aprile 1995    | 14 giugno 1999  | Giovanni Righini | centro                       | Sindaco | [ 6 ] |
| 14 giugno 1999    | 14 giugno 2004  | Giovanni Righini | centro                       | Sindaco | [ 6 ] |
| 14 giugno 2004    | 8 giugno 2009   | Maria Bellogini  | lista civica                 | Sindaco | [ 6 ] |
| 8 giugno 2009     | 26 maggio 2014  | Maria Bellogini  | lista civica                 | Sindaco | [ 6 ] |
| 26 maggio 2014    | 27 maggio 2019  | Guido Botticelli | lista civica Nuovi orizzonti | Sindaco | [ 6 ] |
| 27 maggio 2019    | 23 marzo 2020   | Guido Botticelli | lista civica Nuovi orizzonti | Sindaco | [ 6 ] |
| 22 settembre 2020 | in carica       | Silvano Mellone  | lista civica Nuovi orizzonti | Sindaco | [ 6 ] |